# Wapen van Nijega

Wapen van Nijega

Het wapen van Nijega is het dorpswapen van het Nederlandse dorp Nijega, in de Friese gemeente Smallingerland. Het wapen werd in 2002 geregistreerd.

## Beschrijving
De blazoenering van het wapen in het Fries luidt als volgt:
yn fjouweren: I en IV fan swart, II  en III fan grien; oer de dielingslinen in gouden krús, belein mei in ferkoarte read krús: it gouden krús yn it earste kertier beselskippe fan in gouden achtpuntige stjer en yn it twadde kertier fan in gouden utskuorde ikebeam.
De Nederlandse vertaling luidt als volgt: 
in vieren: I en IV van zwart, II en III van groen; over de delingslijnen in gouden kruis, belegd met een verkort rood kruis: het gouden kruis in het eerste kwartier vergezeld van een gouden achtpuntige ster en in  het tweede kwartier van een gouden uitgescheurde eikenboom.
De heraldische kleuren zijn: sabel (zwart), sinopel (groen), goud (goud) en keel (rood).

## Symboliek
- Zwarte kwartieren: staan voor het veen dat aanwezig was rond het dorp.[2]
- Groene kwartieren: beelden het grasland in de omgeving van het dorp uit.[2]
- Gouden kruis: duidt op de ligging van het dorp op het kruispunt van wegen. De gouden kleur verwijst naar de zandgrond waar het dorp op gelegen is.[2]

Rood kruis: een verwijzing naar de bebouwing van het dorp en naar de plaats van de kerk van Nijega bij de Nijegaasterhoek.
- Achtpuntige ster: staat voor de buurtschappen die bij het dorp horen: Egbertsgaasten, Steenkampen, Nijegaaster Fennen, Hoge Weg, Wierren, de Westerein en De Tike.[2]
- Boom: symbool voor de grote aantal bomen in de omgeving van het dorp en voor de Friese Wouden waar het dorp in gelegen is.[2]